# کایفنهایم
کایفنهایم (به آلمانی: Kaifenheim) یک شهر در آلمان است که در کوخم-تسل واقع شده‌است. کایفنهایم ۸۲۵ نفر جمعیت دارد.